# Dolores López Resina
Dolores López Resina   (Sierro, 20 de febrer de 1951), més coneguda com a Lola, és una militant i presa política catalana. Acumula condemnes de centenars d'anys de presó per segrest, participació en atemptats, dipòsit d'armes, tinença d'explosius, integració i col·laboració amb banda armada. Actualment és la dona presa de més edat de tot l'Estat espanyol i la presa política que porta més anys privada de llibertat.

## Trajectòria
De ben petita va anar a viure a Granollers (Vallès Oriental). Va cursar estudis universitaris fins que l'any 1971 va començar a treballar en una fàbrica tèxtil i, posteriorment, va ingressar a les files del Partit Comunista Internacional (PCE(i)). Es va iniciar en la lluita clandestina contra la dictadura franquista el 1972 a través del PCE(i).
El 1978, arran d'un impacte de pilota de goma en una manifestació, passà tres dies entre la vida i la mort i, més endavant, va ser detinguda el 1980 acusada de col·locar un artefacte explosiu al Monument als caiguts situat a l'Avinguda Diagonal davant del Palau Reial de Pedralbes. Va ser detinguda a la comissaria de Via Laietana, on va estar incomunicada durant dotze dies i va patir tortures. Va ser empresonada per aquest motiu del 1980 al 1988 a la presó de Yeserías després de no reconèixer la legitimitat del tribunal que la va jutjar i de cantar Els segadors i La Internacional, acabant expulsada de la mateixa sala del judici i condemnada a tretze anys de presó.
A la presó va entrar en contacte amb militants basques d'Euskadi Ta Askatasuna i va fer campanya per Herri Batasuna a les eleccions al Parlament Europeu de 1989. Després de l'assassinat de Joan Carles Monteagudo i Juan Félix Erezuma el 1991, va passar a l'Estat francès i va integrar-se a l'estructura de l'organització armada desenvolupant diverses funcions, entre elles la de logística del comando Barcelona, motiu pel qual va ser perseguida novament, va passar a la clandestinitat i es va refugiar a França on seria detinguda a Dacs el 23 de setembre de 2001 i empresonada en diverses presons franceses. El gener del 2018 va ser extraditada a presons de l'Estat espanyol, encadenant llavors més de 20 anys privada de llibertat, que se sumen als 8 anteriors. Des de llavors ha seguit participant en actes de suport a l'emancipació de la classe obrera, la lluita independentista basca, el socialisme i la independència dels Països Catalans, així com en actes de record a Salvador Puig Antich.